# Imants Ziedonis
Œuvres principales
Les Épiphanies (1971-1974)
Imants Ziedonis, né le 3 mai 1933 à Ragaciems – mort le 27 février 2013 à Riga, est un poète et écrivain letton. Il a également écrit plusieurs scénarios de films comme Pūt, vējiņi (1973), Puika (1977) et Gada reportāža (Reportage de l'année) (1965).

## Biographie
Imants Ziedonis est né dans une famille de pêcheurs. Il va à l'école primaire de  Lapmežciems, puis à l'école no 1 de Tukums. Il fait les études à l'Université de Lettonie à Riga, où il obtient son diplôme en histoire et philologie en 1959, avant de poursuivre des études supérieures de lettres à l'Institut de littérature Gorki à Moscou (1964). Ses premières publications datent de 1956. Son premier recueil de poésies, Zemes un sapņu smilts (« Sable de terre et rêves »), est publié en 1961.
Son interview dans le journal Literatūra un Māksla (« Littérature et Art ») par Ainars
Meiers en 1986 a été la première publication dans la presse lettonne critiquant ouvertement le système soviétique. De 1987 à 1992, Ziedonis exerce la fonction de président du Fonds culturel de la Lettonie. Il a instauré les journées de Spīdola, le prix et la bourse Spīdola et lance le programme de nettoyage des rives de la Daugava. Dans les années 1980, il a établi des liens avec les intellectuels lettons en exil en contactant la Fondation lettonne de Toronto. Il est très actif lors du troisième mouvement Atmoda dit la Révolution chantante (1987-1991). En 1993, Ziedonis fut lauréat du prix Ojārs Vācietis décerné tous les cinq ans. Il est également décoré de la médaille d’honneur de l'Ordre des Trois Étoiles de Lettonie en 1995. Aujourd'hui, ces œuvres Es ieeju sevī (« J'entre en moi ») (1968), Taureņu uzbrukums (« l'Attaque des papillons ») (1988) et Les Épiphanies vol. I et vol. II (1971-1974), sont incluses dans le Canon culturel letton.

## Hommages
Le 6 mars 2013, on lui a rendu un hommage national lors de la cérémonie commémorative sur la place du Dôme dans la vieille ville de Riga qui a été transmise en direct par la télévision et la radio lettone. Selon la dernière volonté d'Imants Ziedonis, il est inhumé au cimetière de son village natal, Ragaciems.
Au printemps 2010, est créée une fondation de Imants Ziedonis Viegli qui a pour mission de soutenir et encourager la créativité inhabituelle et la création de projets publics qui révèlent la beauté lettone.
En janvier 2014, est imprimé un timbre en honneur de Ziedonis dessiné par Andra Pētersone, finaliste du concours de création des timbres postaux lettons du 19 novembre 2013.

### Poésie
- Zemes un sapņu smilts. R.: LVI (1961)
- Sirds dinamīts. R.: LVI (1963)
- Motocikls. R.: Liesma (1965)
- Es ieeju sevī. R.: Liesma (1968)
- Epifānijas/ pirmā grāmata. R.: Liesma (1971)
- Kā svece deg. R.: Liesma (1971)
- Epifānijas/ otrā grāmata. R.: Liesma (1974)
- Caurvējš. R.: Liesma (1975)
- Poēma par pienu. R.: Liesma (1977)
- Epifānijas/ pirmā un otrā grāmata. R.: Liesma (1978)
- Man labvēlīgā tumsā. R.: Liesma (1979)
- Thoughtfully I Read the Smoke: Selected Poems (textes en russe et en anglais), Moscou (1980)
- Re, kā. R.: Liesma (1981)
- Viddivvārpa/ poēma grām. “Maize”, kopā ar L. Damianu. R.: Liesma (1982)
- Taureņu uzbrukums. R.: Liesma (1988)
- Viegli. R.: Preses nams (1993)
- Mirkļi. Foreles. R.: Teātra Anekdotes (1993)
- Epifānijas/ trešā grāmata. R.: Preses nams (1994)
- Ceļa sentiments. R.: Nordik (2000)
- Trioletas. R.: Pētergailis (2003)

#### En français
- Même cette petite étoile…, traduction du letton par Anita Klavins et Denis Wetterwald, Éditions du Cygne, 2019  (ISBN 978-2-84924-560-6).

### Contes pour enfants et contes folkloriques
- Krāsainās pasakas (Contes des couleurs). R.: Liesma (1973)[17]lire en français : trad. Hélène Challulau, Gita Grīnberga.
- Lāču pasaka. R.: Liesma (1976)
- Blēņas un pasakas. R.: Liesma (1980)
- Kas tas ir — kolhozs? R.: Liesma (1984)
- Sākamgrāmata. R.: Liesma (1985)
- Pasaka par bizi. R.: Jumava (1997)

### Autres écrits
- Dzejnieka dienasgrāmata. R.: Liesma (1965)
- Pa putu ceļu. R.: Liesma (1967)
- Kurzemīte: 1. grāmata. R.: Liesma (1970)
- Perpendikulārā karote coécrit avec Vitaly Korotiču. R.: Liesma (1972)
- Kurzemīte. Otrā grāmata. R.: Liesma (1974)
- Garainis, kas veicina vārīšanos. Raksti, runas, studijas. R.: Liesma (1976)
- Tik un tā. R.: Liesma (1985)
- Mūžības temperaments. R.: Liesma (1991)
- Tutepatās. R.: Karogs (1992)
- Ne tas kādam jāzina. R.: Pētergailis (2005)

### Scénarios de films
- Ardievu, divdesmitais gadsimt! (Adieu, le vingtième siècle !) (2006)
- Taureņi (Les papillons) (2005)
- Gājiens ar krokodilu (Marche au crocodile) (1995)
- Es esmu latvietis (Je suis letton) (1990)
- Man vienai māsiņai (à moi sœurette) (1984)
- Imants Ziedonis. Portrets locījumos (Imants Ziedonis : Portrait décliné) (1979)
- Puika (Garçon)  (1977)
- Pūt, vējiņi! (Soufflez les vents, soufflez) (1973)
- Gada reportāža (Reportage de l'année) (1965)
- Uz intensifikācijas ceļa (Sur le chemin de l'intensification !) (1964)[18]